# خط شبيب
خط شبيب هو جدار قديم بني في جنوب الأردن. بقايا الجدار حالياً يمتد على طول 150 كم، مما يجعله أطول أثري طولي في الأردن. تم اكتشاف بقايا الجدار الأثرية لأول مرة بواسطة أليك كيركبرايد عام 1948. ومنذ ذلك الحين يحاول المختصون وعلماء الآثار الأنثروبولوجيا دراسة الجدار وأسباب بنائه. رغم الدراسات إلا أن تاريخ بناء خط شبيب غير معروف، إلا أن تاريخ بنائه تمت دراسته على نطاق واسع بين علماء الآثار. وهذا يظهر جلياً من الخلاف على تاريخ بنائه، حيثُ أن بعض العلماء يقول أن الجدار بني في العصر الحديدي، والبعض الآخر يقول أنه بني في العصر النبطي.
تم بناء خط شبيب على يد البدو شبه الرحل، الذين كانوا يعتمدون على الرعي والزراعة في البيئة الصحراوية القاسية في الأردن. ويعتقد أن الجدار لم يشيد لأسباب عسكرية، بل تم بنائه كحدود وكان ارتفاعه لا يتجاوز 1.5 متر عند بنائه أول مرة، لكنه أصبح أقصر من ذلك لاحقاً بسبب التهديدات المستمرة للجدار مثل المناخ وتأثير الإنسان.
اكتسب خط شبيب اهتماماً دولياً من علماء آثار وجامعات مختلفة لدراسته. وتعتبر الطريقة الأمثل لدراسته هي علم الآثار الجوية، وقد أنشأت العديد من المنظمات الأثرية الدولية مشاريع من أجل فهم واكتشاف المزيد عن الجدار.

## الجغرافيا
يقع جدار شبيب في جنوب الأردن في شرق محافظة معان، ويمتد على مساحة جغرافية واسعة، حيثُ يبلغ طوله 150 كم مع وجود بعض التفرعات الجانبية فيه. يبدأ الجدار شمالاً من وادي الحسا ويمتد جنوباً إلى منطقة رأس النقب. ويمر الجدار من مناطق مؤهولة حالياً مثل الشوبك والمديرج ومعان. وهذا الجدار يمر بشكل رئيسي الصحراء الجنوبية في الأردن، وتنتشر في هذه المنطقة الكثبان الرملية والجبال البارزة منها.

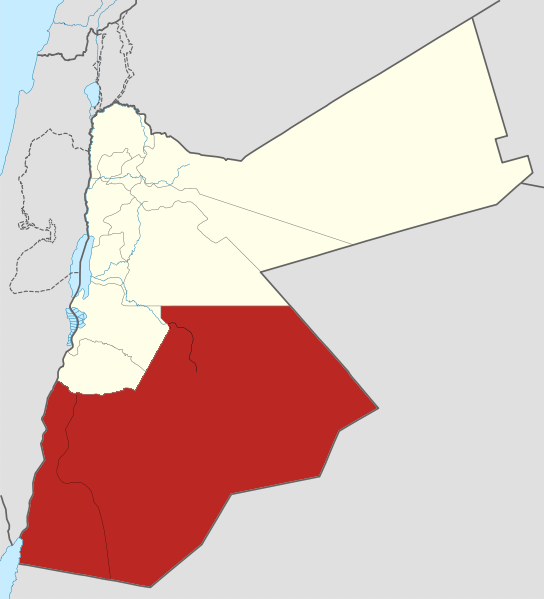
خريطة صحراء جنوب الأردن

إلى جانب خط شبيب يوجد العديد من المناطق الأثرية والسياحية المهمة في الأردن مثل البتراء ووادي رم، مما يزيد من أهمية المنطقة سياحياً وأثرياً.

## التسمية
يعتقد أن التسمية «شبيب» أطلقت من قبل البدو القانطين للمنطقة، والذين شيدوا الجدار واستخدموه. تم تسمية الجدار باسم الأمير العربي: الأمير شبيب المهداوي الذي كان من أمراء إمارة المهداوي التي حكمت منطقة البلقاء القديمة، الذي كان حاكم شرق الأردن وقاد بناء الجدار. أما خط فهي تسمية محلية تطلق على الشيء المستقيم، وكان الدبلوماسي البريطاني السيد أليك كيركبريدج أطلق تسمية جدار عليه عند رؤيته لأول مرة. ووجدت بعض التسميات القديمة أيضاً التي تسميه «خط شبيب».

## التاريخ

### البناء
حاولت الدراسات التي درست الجدار معرفة طريقة بناء خط شبيب، وتم الاعتماد على بقايا مواد وأدوات البناء الموجودة بالقرب من الموقع.
في إحدى الدراسات العلمية للصخور المدفونة في عدة مواقع من الجدار، درست الزمن الذي دفنت فيه الصخور بواسطة بيانات الضيائية التي تدرس أسطح الصخور، وذلك لوضع تسلسل زمني لبناء الجدار. من خلال دراسة الطبقات المبيضة على سطح 4 صخور، تمكنت هذه الدراسة من تحديد تاريخ الدفن. نتيجة الدراسة أن الصخور التي تمت دراستها قد دفنت بالفترة الواقعة بين 400 -100 قبل الميلاد، والتي رجحت أن جذور بناء الجدار كان منذ العصر الحديدي أو فترة حكم الفرس بين 539 قبل الميلاد إلى 332 قبل الميلاد. قدم هذا البحث العلمي أول تواريخ موثوقة للبناء ويسلط الضوء على إيجابيات استخدام الطرق غير التقليدية في دراسة أعمار الصخور.
كما تم العثور على قطع خزفية كالفخر بالقرب من خط شبيب، لكن عدد هذه الاكتشافات لم تكن كافية لتأكيد العصر الذي بني فيه الجدار، ومع ذلك أثبتت الدراسات أن القطع الفخارية تعود للعصر النبطي أو الحديدي. ومع كل تلك الدراسات العلمية حول زمن بناء الجدار إلا أن الإطار الزمني الفعلي غير معروف وغير دقيق. وعلى الأرجح أن بناء الجدار لم يكن بفترة قصيرة، ويعتقد أن الجدار تم بنائه بفترات زمنية متباعدة، حيثُ كان الجدار يبنى بمناطق رئيسية كلٌ على حدى ثم يتم توصيلها معاً لاحقاً. هذه الطريقة تمثل تحدياً كبيراً للباحثين الذين يحاولون تحديد زمن دقيق لبناء الجدار، وكذلك تحدي كبير للطرق التقليدية في معرفة أزمنة البناء في علم الآثار.

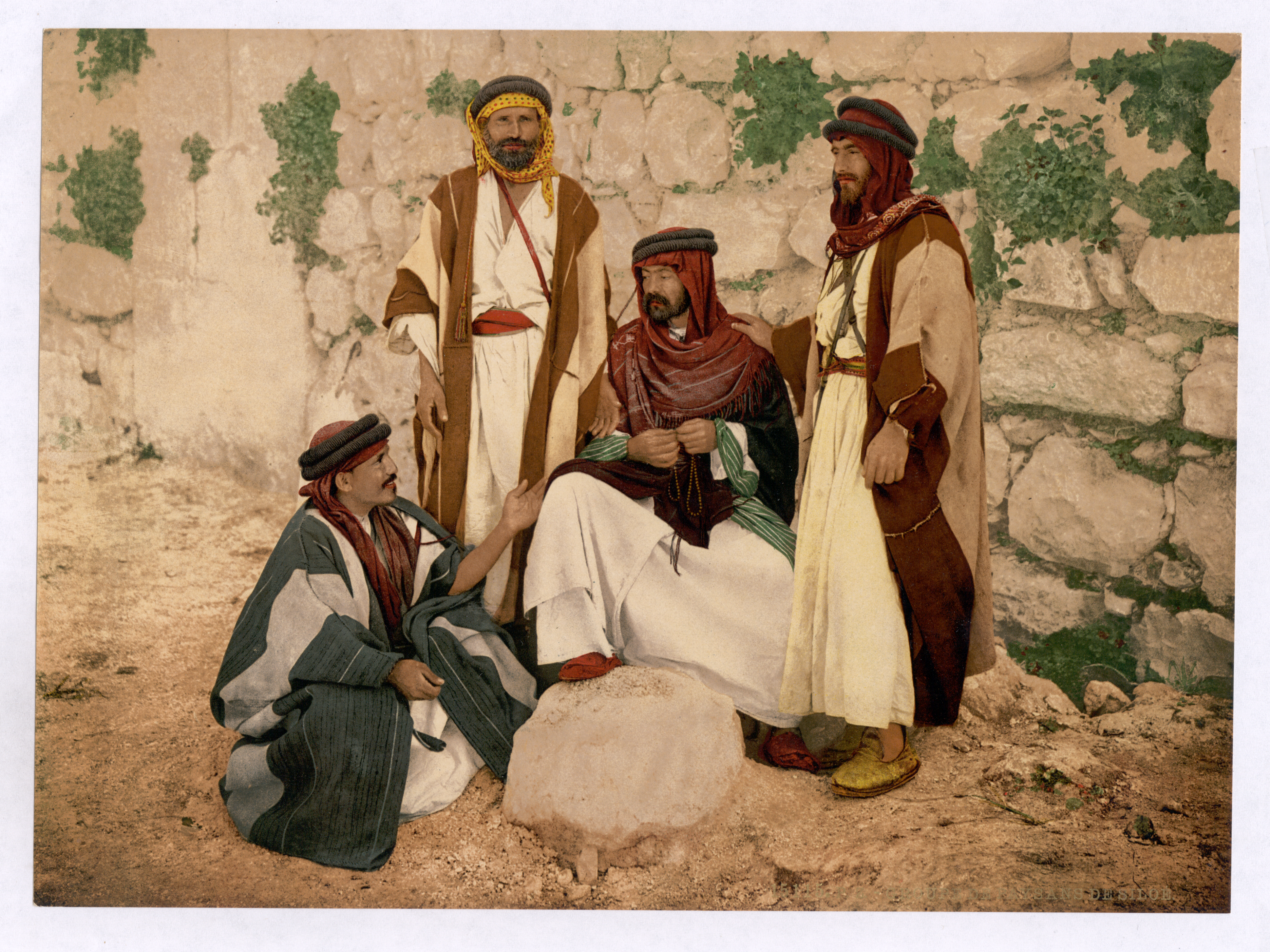
رسم فني لمجموعة من الرجال البدو

### الهدف من الجدار
تاريخياً استخدم البدو خط شبيب لكن لأسباب مجهولة، بسبب عدم وجود دليل ملموس لتحديد هذا الغرض، ومع ذلك، استخدم العديد من علماء الآثار هيكل الجدار وتخطيطه لفهم كيف ولماذا تم استخدام الجدار القديم. أعتقد أول علماء آثار درسوا الجدار في الأربعينيات والخمسينيات بعد اكتشافه من السيد كيركبريدج أن الجدار استخدم لأغراض عسكريّة كالدفاع عن منطقة ما. ومع اكتشاف المزيد عن بناء وهيكل خط شبيب، رفض العديد من علماء الآثار المعاصرين هذه النظرية، مما يشير إلى أن الجدار منخفض للغاية بحيث لا يمكن استخدامه كآلية دفاع ناجحة. بدلاً عن الفرضية العسكرية يُعتقد أن خط شبيب كان بمثابة حدود، مما يشير إلى مناطق منفصلة وتقسيمات للأراضي بين فريقين. عملت هذه الحدود كوسيلة لتقييد وصول السكان الرحل إلى المناطق المستقرة والمستزرعة، أي فصل بين الفلاحين والبدو الرحل.
يعد خط شبيب أحد أقدم الأبنية الفاصلة بين مناطق حسب السجلات التاريخية، وهو بذلك قد أثر على بناء الجدران الفاصلة المبنية في أوقات لاحقة.

## تركيب الصخور
يتكون خط شبيب من جدران مبنية من الصخور والمواد الطبيعية فقط. وبسبب طول الجدار تختلف هذه المواد من منطقة جغرافية لأخرى، وذلك يعود لاختلاف مصادر البناء في المناطق التي يمر فيها الجدار. ورغم أن الوضع الأثري للجدار حالياً هو مدمر إلا أن العلماء توقعوا أن طول الجدار كان يصل من متر إلى متر ونصف.

### اضافات أخرى للجدار
يوجد جدران أخرى توازي أو تعامد الجدار الأصلي، كما يوجد 100 برج تقريباً متناثرة على طول الجدار. هذه الأبراج الآن هي عبارة عن أطلال مهدمة، واستدل العلماء عليها من خلال الطرق المؤدية إليها. ويعتقد أن هذه الأبراج كانت إما للمراقبة أو تخزين الأغذية أو ملاجئ للحماية من العواصف الرملية. ومن المستبعد أن تكون هذه الأبراج مستخدمة لأغراض عسكرية لأن حجمها الصغير وقطرها الذي يكون بين مترين إلى 4 أمتار. ومن خلال فحص هذه الأبراج، تمكن علماء الآثار وعلماء الأنثروبولوجيا من اكتشاف المزيد عن سبل العيش وأسلوب الحياة للبدو.

## علم الآثار الجوي
الدراسة الأكثر إفادة في دراسة خط شبيب هو الدراسة الجوية للموقع، لذلك هو الشكل السائد لدراسة الجدار واكتشاف المزيد عنه، كونها منطقة ممتدة طولياً وعلى مساحة كبيرة جغرافياً. تقود هذه المشاريع الأثرية منظمات متعددة، بما في ذلك مشروع الآثار الجوية في الأردن. منظمة أخرى تشارك في عملية البحث في خط شبيب هي «أرشيف التصوير الفوتوغرافي الجوي لعلم الآثار في الشرق الأوسط»، الذي يحتوي على أرشيف لأكثر من 115,000 صورة فوتوغرافية. تقوم هذه المشاريع بتصوير ومسح الجدار القديم من فوق الأرض بالإضافة إلى صور أرضية، ومن خلال هذه الصور يدرسون الجدار من خلال مقارنة البقايا الحديثة بالصور التاريخية والخرائط من أربعينيات وخمسينيات القرن العشرين. أنتجت هذه المشاريع الأثرية الجوية وثائق كبيرة حول خط شبيب، مما ساهم في فهم الموقع الجغرافي للجدار وبنيته وميزاته.

## التهديدات
على غرار العديد من المواقع الأثرية في الشرق الأوسط، يواجه خط شبيب تهديدات متعددة لسلامة الموقع واستدامته. ومن هذه التهديدات تجهيز الأراضي للزراعة مما يدفع المزارعين لإزالة الحجارة من مواقعها، كما يمكن لسكان المنطقة تخريب مواقع الحجارة بكل سهولة، كما تنتشر في المنطقة شركات التعدين والمحاجر التي تغير من طبيعة المنطقة، كما أن توسع المدن القريبة من الموقع تهدد سلامة بقايا الجدار. كما أن الطبيعة تلعب دوراً هاماً بإزالة آثار الجدار بفعل التعرية والجرف، وهذا يبدو واضحاً عند معاينة الحجارة في الموقع، والتي لا يوجد من الصخور الأصلية إلا القليل.